# Рішко Дмитро Іванович
Дмитро Іванович Рішко (прізвисько «Casper»; 12 вересня 1982, Ленінград) — композитор, виконавець, аранжувальник, поет, громадський діяч. Один з лідерів метал-групи Dominia, в минулому — скрипаль панк-рок-групи Король и Шут.

## Біографія
Народився 12 вересня 1982 року в місті Санкт-Петербург. Рок-музикою захопився ще у шкільні роки, деякий час відвідував юнацьку рок-студію «Нева». Навчався у школі-ліцеї № 204 та в школі № 210. Музичну освіту отримав, закінчивши дитячу музичну школу № 18, 1-у Виборзьку школу мистецтв ім. Г. В. Свиридова, музичне училище ім. М. П. Мусоргського. Навчався в Санкт-Петербурзькій Державній Консерваторії імені М. А. Римського-Корсакова в класі професора Шульпякова О. Ф.
Має широку оркестрову практику, в тому числі і в складі оркестру Державної академічної капели Санкт-Петербурга ім. М. І. Глінки. Працював аранжувальником, звукорежисером та саунд-продюсером у ряді звукозаписних студій. Співпрацював з різними російськими музичними колективами та виконавцями: Андрій Князев (Князь), Ілля Чорт, Бригадний підряд, Крематорій, Кукринікси, Слот, Кома, Ad Libitum, Народне ополчення, Саша Царовцев та група Пілігрим, Кафе, Шпаки Степанова та ін. Деякий час працював з одним із провідних джазових піаністів — Юрієм Соболєвим. Працював з деякими європейськими колективами та виконавцями: група Smokie (Англія), Ноель Делфін та група Jus D'Orange (Франція), Darkside of Innocence (Португалія). Більше десяти років був одним з лідерів петербурзького фолк-рок колективу «Верес».
Крім діяльності в групах Dominia (symphonic doom death metal) та Король и Шут (punk rock), працює над музичними проектами «Nameless Cult» (soundtrack) та «La Melian» (post rock), по можливості займається громадською діяльністю.
Одружений з Оксаною Олександрівною Рішко. 17 серпня 2010 у них народився син Владислав.
На початку серпня 2011 року Дмитро припинив свою співпрацю з групою «Король та Шут».
Останнім часом грає на скрипці в проекті Андрія Князева «КняZz».

## Дискографія
- Народное Ополчение — «Черви» (2004),
- Dominia — «Runaway/Simple Thing» (2005, сингл),
- Князь — «Любовь Негодяя» (2005),
- Dominia — «The Darkness of Bright Life» (2006, сингл),
- Dominia — «Divine Revolution» (2006),
- Король и Шут — «Продавец Кошмаров» (2006),
- Бригадный Подряд — «Никакой Правды» (2007),
- Король и Шут — «Страшные Сказки» (2007),
- Вереск — «Выстрел» (2008, сингл),
- Вереск — «Трубадур I» (2008),
- Крематорий — «Амстердам» (2008),
- Dominia — «Exodus» (2008, сингл),
- Король и Шут — «Тень Клоуна» (2008),
- Dominia — «Judgement of Tormented Souls» (2009),
- Darkside of Innocence — «Infernum Liberus Est» (2009),
- Слот — «4ever» (2009),
- Илья Чёрт — «Аудиостихия» (2010),
- Bad Jah — 16 (2010),
- Король и Шут — «Театръ Демона» (2010),
- КняZz — «Человек-Загадка» (2011, сингл),
- КняZz — «Письмо из Трансильвании» (2011),
- КняZz — «Голос тёмной долины» (2012, сингл)